# Ojuba (linuxdistribution)
Ojuba är ett operativsystem baserat på linuxdistributionen Fedora och har stöd för det arabiska språket.
Ojuba har Hijra-kalender, Minbar, webbläsaren Mozilla Firefox och mediaspelaren Totem, multimedia-stöd och proprietära drivrutiner.